# 熊野川

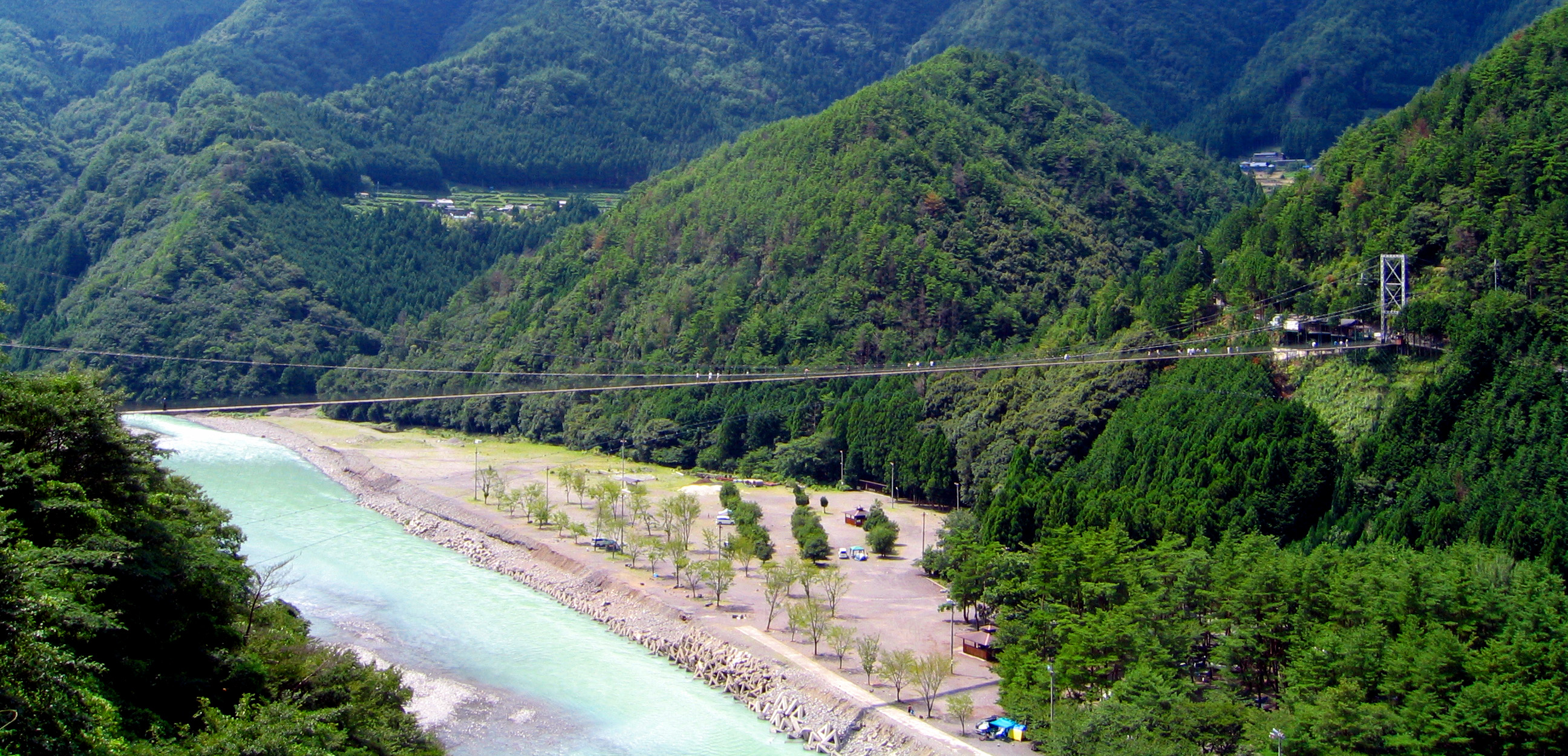
谷瀨之吊橋

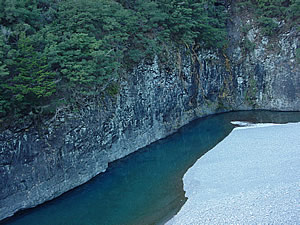
新宮市和十津川村的中間地點付近

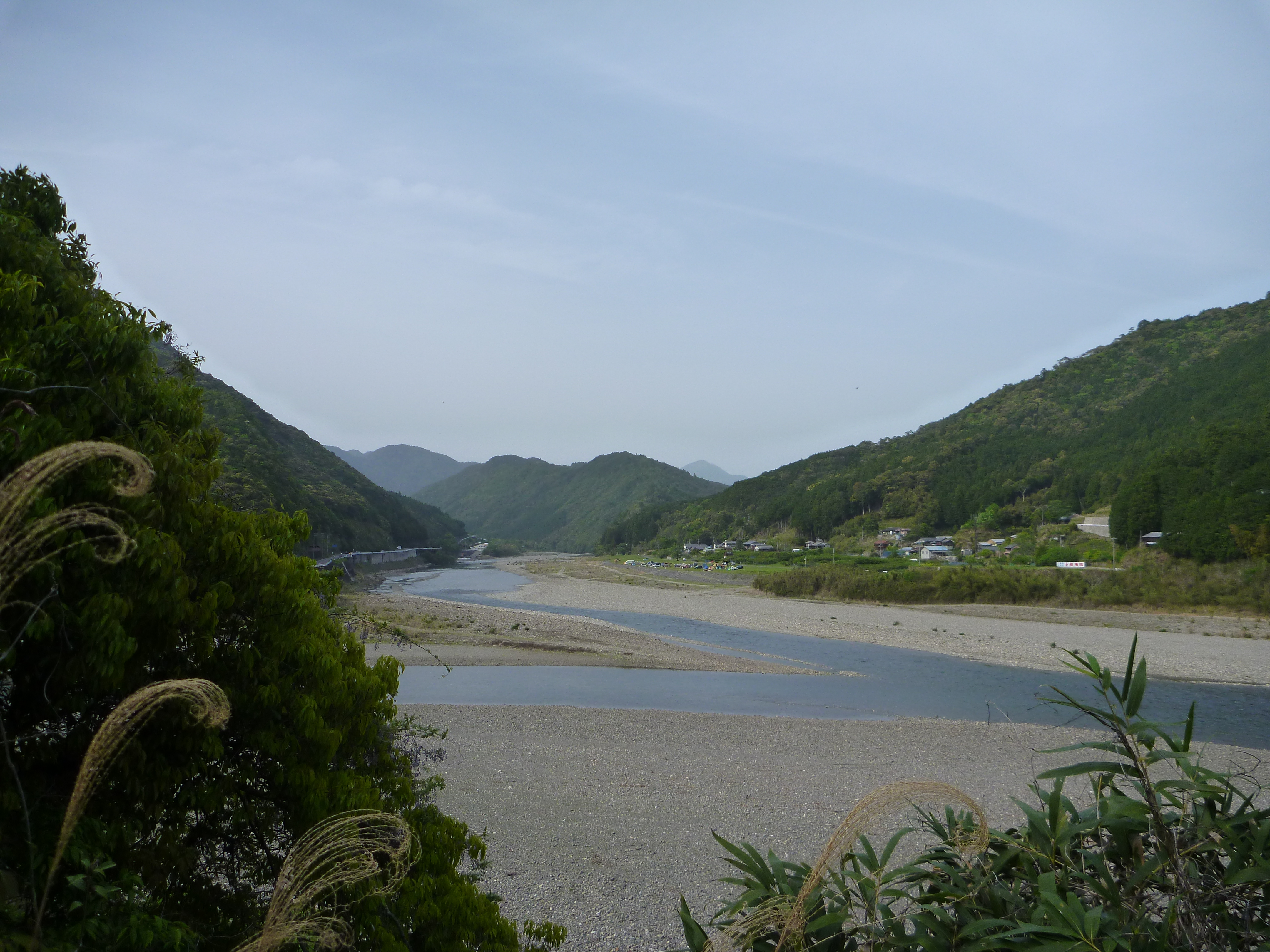
和北山川的合流地點

熊野川（日语：／ Kumanogawa */?）是流經奈良縣、和歌山縣和三重縣的新宮川水系之主流，指定為一級河川。下游的熊野本宮大社和熊野速玉大社間的流域作為「紀伊山地的靈場和参拜道」之一部登錄為世界遺産。
另外，1970年，指定為一級河川時法定名稱為新宮川（しんぐうがわ），但是在地人習稱熊野川，所以在經過請願之後，1998年4月9日，法定名稱變更為熊野川。水系名則維持舊稱的新宮川水系。

## 地理
發源自奈良縣吉野郡天川村的大峰山脈山上岳、大普賢岳一帶。在天川村、五條市內稱作天之川、十津川村內稱作十津川。經五條市、十津川村等往南流，進入和歌山縣。和發源自大台原的北山川合流，沿三重縣縣境之後，在新宮市注入熊野灘。
北山川形成有名的瀞峽・瀞八丁（國之特別名勝）的大峽谷。
奈良縣內的流域大部分河川急峻，所以水庫多。進入和歌山縣內後河川變廣，流動也趨平穩。

## 河川設施
- 熊野川本流（含十津川及十津川支流）
  - 川迫水庫（川迫川）
  - 九尾水庫（天之川）
  - 猿谷水庫（天之川）
  - 瀨戶水庫（旭川）
  - 旭水庫（旭川）
  - 風屋水庫（十津川）
  - 二津野水庫（十津川）

- 北山川
  - 坂本水庫
  - 池原水庫
  - 七色水庫
  - 小森水庫

## 流域自治體
奈良縣
吉野郡天川村、五條市、吉野郡十津川村
和歌山縣
田邊市、新宮市
三重縣
熊野市、南牟婁郡紀寶町

## 歷史
流域內盛産木材，昔日使用筏順流而下。現在「筏下」則作為觀光用途。
指定為國之史跡「熊野参詣道」，指定為史跡的河川相當少見。
2004年7月7日，熊野本宮大社和熊野速玉大社間的流域作為「紀伊山地的靈場和参拜道」的「熊野参詣道中邊路」之一部登錄為世界文化遺産。現在，是世界文化遺産中唯一的「水上参拜道」。

## 關連項目
- 吉野熊野國立公園
- 御船島
- 十津川大水害

## 外部連結
- 世界遺産・熊野古道より川の参詣道「熊野川・川舟下り」 （页面存档备份，存于）
- 新宮川水系河川整備基本方針 （页面存档备份，存于） - 國土交通省河川局
- 熊野川ナビ （页面存档备份，存于） - 國土交通省近畿地方整備局紀南河川國道事務所